# Мухтерем Нур
Мухтерем Нур (на турски: Muhterem Nur) е видна турска актриса и поп-певица.

## Биография
Родена е на 31 декември 1932 година като Айсел Къса (Aysel Kısa) в турско семейство в град Битоля, тогава в Кралство Югославия. Майка ѝ, която е на 16 умира при раждането, а баща си никога не е познавала. Отгледана е от леля си по майчина линия. Прекръстена е на Олга по време на югославската кампания за асимилация на турците. Като дете със семейството си бяга в Турция и се установява в Родосто, а по-късно в 1942 година по финансови причини семейството се мести в Истанбул, където живеят в малка къща в квартала Еюп.
Получава нова лична карта от Турската република с името Айсел Мухтерем Къса (Aysel Muhterem Kısa). Прекарва детството си в Еюп, където посещава основно училище. След като завършва училището, започва да работи във фабрика. Тогава, случайно, тя се запознава със Сузан Якар Руткай, известна певица и партньор на най-голямата продуцентска компания за Халк Филм. Тя помага на Мухтерем Нур да навлезе в киното.
В 1961 година Мухтерем Нур се жени за Ишън Каан (1937 - 1992), журналист и актьор. Двойката се развежда в 1963 година. Тя излиза с известни личности, като режисьорите Мемдух Юн и Юмит Утку, цигуларя Джихат Ашкън и актьорите Йълмаз Дуру и Ефкан Ефекан.
В 1982 година по време на турне в Малакия се среща с фолкпевеца Мюслим Гюрсес (1953 - 2013), с когото излизат на една сцена. Двамата се женят на 5 май 1986 година. Съпругът ѝ умира на 3 март 2013 година.
Мухтерем Нур умира на 20 март 2020 година в Държавната болница в Истиние.

## Кариера
Мухтерем Нур дебютира в кинота като статистка във филма от 1951 година „Ревю на звездите“ (Yıldızlar Revüsü). Тя продължава да играе във филми като статистка и по-късно играе като поддържаща актриса в повече от двадесет филма, преди да получи главна роля във филма от 1958 година „Трима приятели“ (Üç Arkadaş), в който играе сляпо момиче. Във филма на режисьора Мемдух Юн, който е много успешен, тя споделя главната роля с Фикрет Хакан (роден 1934 г.). Благодарениена бебешкото си лице и наивна актьорска артистичност, влиза в сърцата на феновете на киното и бързо се изкачва в кариерата.
Поради промяна на ерата в темите на филмите през периода между 1965 и 1967 година Мухтерем Нур среща финансови трудности и от 1965 година започва професионално да танцува, а от 1967 година излиза на сцената и като певица. През 1967 година лежи е в затвора десет дни заради неплатени сметки.
Мухтерем Нур се завръща в киното и участва рядко във филми до 2002 година. Тя играе игнорираната и дискриминирана жена, отклонявайки се от типичната роля на буржоазната жена, и е една от най-важните женски фигури на турското кино, поради касовите успехи на филмите ѝ от 50-те и 60-те години на XX век.